# قوکاس بوغوسیان
غوکاس پوغوسیان (ارمنی: Ղուկաս Պողոսյան؛ زادهٔ ۶ فوریهٔ ۱۹۹۴ در ایروان) یک بازیکن فوتبال در پست مهاجم اهل ارمنستان است.

## باشگاهی
از باشگاه‌هایی که در آن بازی کرده‌است می‌توان به پیونیک، شیراک، بانانتس و آلاشکرت اشاره کرد.

## تیم ملی
وی همچنین در زیر ۱۷ سال ارمنستان، زیر ۱۹ سال ارمنستان، زیر ۲۱ سال ارمنستان و تیم ملی فوتبال ارمنستان بازی کرده‌است.